# برنامج الحفظ الزراعي
برنامج الحفظ الزراعي (ACP) هو برنامج تابع لحكومة الولايات المتحدة تديره وكالة خدمة المزارع. كان هو أول برنامج لتقاسم تكاليف الحفظ، أنشأه الكونغرس في عام 1936 بقانون الحفاظ على التربة والتخصيص المحلي. دفعت ACP للمزارعين ما يصل إلى 3500 دولار أمريكي سنويًا كحافز لتثبيت الممارسات المعتمدة للحفاظ على التربة وحماية جودة المياه.
تم إنهاء ACP في مشروع قانون المزرعة لعام 1996 واستبداله ببرنامج حوافز جودة البيئة الجديد (EQIP).